# Takeru Kishimoto
Takeru Kishimoto (jap. 岸本 武流, Kishimoto Takeru; * 16. Juli 1997 in der Präfektur Nara) ist ein japanischer Fußballspieler.

## Karriere
Takeru Kishimoto erlernte das Fußballspielen in der Jugendmannschaft von Cerezo Osaka. Hier unterschrieb er 2016 auch seinen ersten Profivertrag. Der Verein aus Osaka, einer Stadt in der Präfektur Osaka, spielte in der zweithöchsten Liga des Landes, der J2 League. Die U23-Mannschaft spielte in der dritten Liga, der J3 League. Von 2016 bis 2017 wurde er in der U23-Mannschaft eingesetzt. Hier kam er 44-mal in der dritten Liga zum Einsatz. Die Saison 2018 wurde er an den Zweitligisten Mito Hollyhock nach Mito ausgeliehen. Direkt im Anschluss erfolgte eine Ausleihe zum ebenfalls in der zweiten Liga spielenden Tokushima Vortis. Im August 2019 wurde er fest von dem Verein aus Tokushima verpflichtet. Mit Vortis feierte er 2020 die Zweitligameisterschaft und den Aufstieg in die erste Liga. Nach nur einer Saison musste er mit Vortis als Tabellensiebzehnter wieder in die zweite Liga absteigen. Nach dem Abstieg verließ er den Verein und schloss sich dem Erstligisten Shimizu S-Pulse aus Shimizu an. Am Ende der Saison 2022 musste er mit dem Verein als Tabellenvorletzter in die zweite Liga absteigen. Nach insgesamt 44 Ligaspielen wechselte er im Januar 2024 nach Suita zum Erstligisten Gamba Osaka. Am 24. November 2024 stand er mit Gamba im Endspiel des Kaiserpokals. Hier verlor man 1:0 gegen Vissel Kōbe.

## Erfolge
Cerezo Osaka
- Japanischer Ligapokalsieger: 2017

Tokushima Vortis
- Japanischer Zweitligameister: 2020  ▲

Gamba Osaka
- Japanischer Pokalfinalist: 2024